# 張宗孔 (清朝)
张宗孔，山西凤台人，清朝政治人物。
鄉試中舉。乾隆五十四年（1789年）至乾隆五十七年（1792年），擔任利川知县。